# حزيران
حَزِيرَان هو الشهر السادس (6) من شهور السنة الميلادية حسب الأسماء السريانية (الآرامية) المستعملة في المشرق العربي. يقابله في التسمية الغربية شهر يونيو أو جوان.
والصحيح في ضبط (حَزِيران) بفتح الحاء وكسر الزاي، وشاع على ألسنة العوام بضم الحاء وفتح الزاي (حُزَيران) وهو خطأ.

## حزيران عند العرب
قال الأَزهري: العرب تقول: السنة أَربعة أَزمان، ولكل زمن منها ثلاثة أَشهر، وهي فصول السنة: منها فصل الصيف وهو فصلُ ربيع الكَلإِ آذارُ ونَيْسانُ وأَيّارُ، ثم بعده فصل القيظ حَزِيرانُ وتَموزُ وآب، ثم بعده فصل الخريف أَيْلُولُ وتَشْرِين وتَشْرين، ثم بعده فصل الشتاء كانُونُ وكانونُ وسُباطُ.

## في الأمثال
ارتبط حَزِيرَان بالتراث والحكايا الشعبية والأمثال في المشرق العربي. من الأمثال الشهيرة المتداولة عن حَزِيرَان:
- في حزيران تطلع الثريا ويعتلي فيه الميزان.
- في حزيران تبقى الذرة مثل الخيزران.
- بحزيران بينزل المشمش وبيكبر الرمان.

## أحداث أخرى
- حرب حزيران